# Arnold Aletrino

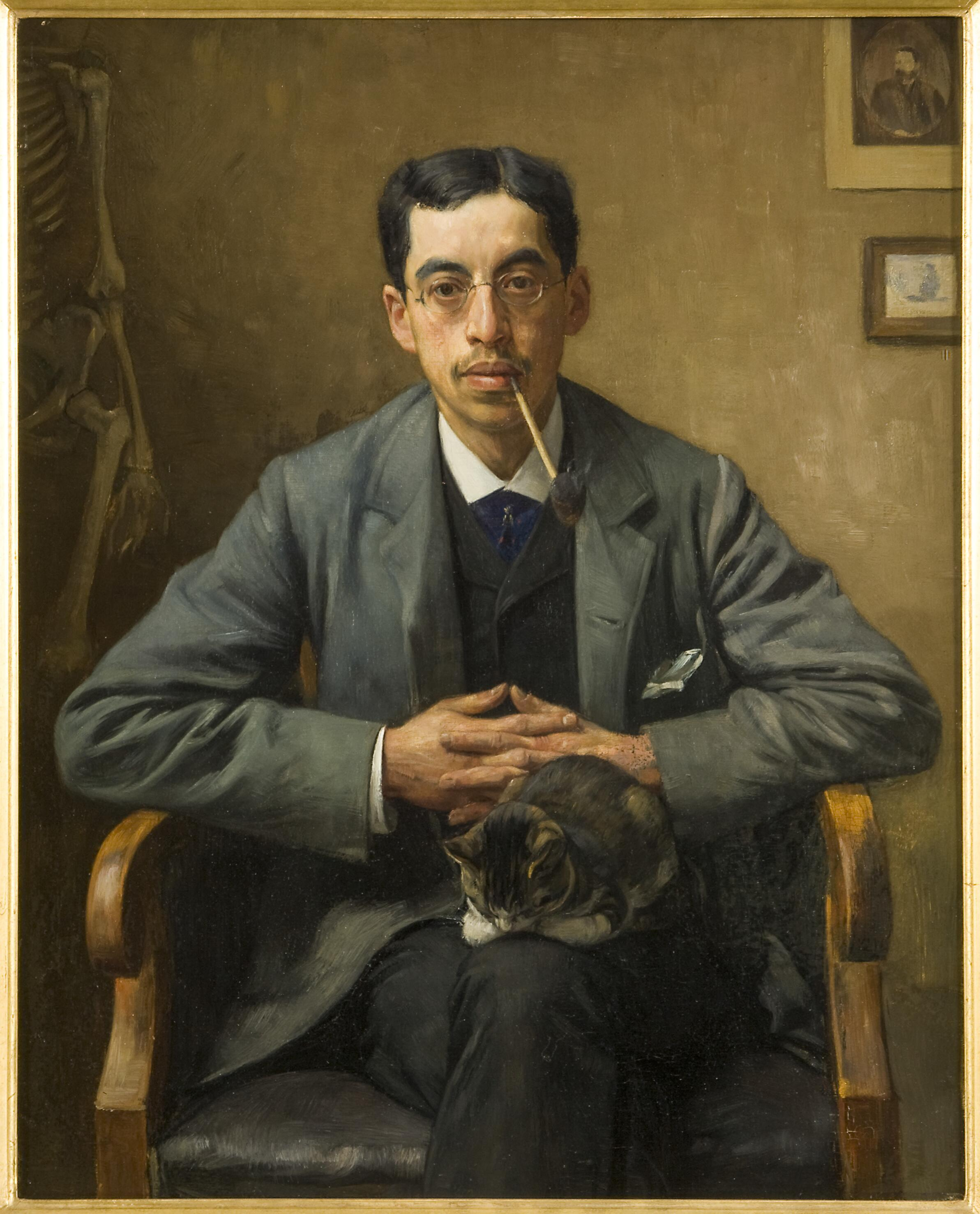
Arnold Aletrino, porträtiert von Jan Veth, 1885

Arnold Aletrino (* 1. April 1858 in Amsterdam; † 17. Januar 1916 in Chernex bei Montreux) war ein niederländischer Arzt, Anthropologe und Autor, der mehrere Werke über Homosexualität in der niederländischen und französischen Sprache veröffentlicht hat.
Aletrino wurde als Sohn von Salomon Aletrino und Selima Pineda geboren. Aletrino war als Medizinstudent mit Frederik van Eeden und Jacob Israël de Haan befreundet. Aletrino gehörte zur niederländischen Gruppe der Tachtigers, einer jungen und revolutionären Strömung von Autoren. 1892 heiratete Aletrino Rachel Mendes da Costa, die fünf Jahre später durch Suizid starb. Später heiratete Aletrino Jupie van Stockum.
Zwischen 1889 und 1906 schrieb Aletrino einige Romane und eine Sammlung von Geschichten. Während dieser Zeit arbeitete er als Arzt in Amsterdam. In seinen letzten Lebensjahren war Aletrino schwer erkrankt und lebte mit seiner Ehefrau in der Schweiz.
Aletrino war Student von Cesare Lombroso, der die Kriminalität von Menschen auf ein degeneriertes Zentralnervensystem zurückführte. Aletrino brach mit Lombrosos Ansichten bei der Bewertung von homosexuellen Menschen in einem Artikel 1897. In diesem Artikel schrieb Aletrino, dass Homosexualität auf andere Weise zu betrachten sei und homosexuelle Menschen vollkommen normal und gesund seien. In späteren Werken engagierte er sich gegen die gesetzliche Intoleranz und die Strafbarkeit von Homosexualität in Europa.
1901 verteidigte Aletrino homosexuelle Menschen auf dem Fünften Kongress der Criminal Anthropology in Amsterdam. Er wurde bezichtigt, Unmoral zu verteidigen. Zeit seines Lebens setzte er seine Bemühungen fort, mehr Toleranz und Aufklärung im Thema Homosexualität in der Gesellschaft zu erreichen. 1912 beteiligte Aletrino sich an dem niederländischen Zweig der Organisation Wissenschaftlich-Humanitäres Komitee, das 1897 in Deutschland vom LGBT-Aktivisten Magnus Hirschfeld gegründet worden war.

## Einzelnachweis
1. ↑  Encyclopedia of Homosexuality. (Memento des Originals vom 27. September 2007 im Internet Archive)  Info: Der Archivlink wurde automatisch eingesetzt und noch nicht geprüft. Bitte prüfe Original- und Archivlink gemäß Anleitung und entferne dann diesen Hinweis. (PDF-Datei; 54 kB)